# Eleonore Schwarz
Eleonore Schwarz (Vienna, 1936) è una cantante austriaca.
Ha rappresentato l'Austria all'Eurovision Song Contest 1962.